# 16e régiment de voltigeurs de la Garde impériale
Le 16e Voltigeurs de la garde est un régiment français des guerres napoléoniennes. Il fait partie de la Jeune Garde.

## Historique du régiment
- 1814 - Créé et nommé 16e régiment de Voltigeurs de la garde impériale
- 1814 - Dissous.

## Chef de corps
- 1814 : Jean-Honoré Vernier

## Batailles
Ce sont les batailles principales où fut engagé très activement le régiment. Il participa évidemment à plusieurs autres batailles, surtout en 1814, lors de la campagne de France
- 1814 : Brienne, Laon et Paris